# FC Wiltz 71
El FC Wiltz 71 es un equipo de fútbol de Luxemburgo que milita en la División de Honor de Luxemburgo, la segunda liga de fútbol más importante del país.

## Historia
Fue fundado en el año 1971 en la ciudad de Wiltz a raíz de la fusión de los equipos US Niederwiltz y Gold a Ro'd Wiltz y su mejor resultado ha sido una final de la Copa de Luxemburgo en la temporada 2000/01, la cual perdieron ante el FC Etzella Ettelbruck 3-5.

## Palmarés
- Copa de Luxemburgo: 0
  - Finalista: 1

2000/01